# Cucina padovana
La cucina padovana ha una lunga tradizione ricca di piatti per lo più prodotti freschi e di origine contadina, tra questi ci sono i bigoli, i secondi a base di gallina padovana e la torta pazientina. 

## Primi piatti

### Bigoli
I bigoli, assieme al risotto, sono il primo piatto più noto del padovano. Il sito del Comune di Padova definisce in questo modo i "Bìgoi" (come vengono detti in veneto): «Pasta alimentare tipo spaghetti freschi di grosse dimensioni prodotti con farina, acqua e sale. Nella variante "bigoli mori" o "bigoi neri" si usa farina integrale o nero di seppia. Ottenuti dall'impasto della farina con uova, acqua e sale, passati per uno strumento chiamato bigolaro (torchio realizzato tipicamente in bronzo) che restituisce bigoli (spaghetti) di circa 25–30 cm di lunghezza e con un diametro non inferiore ai 2,5 mm; vanno tenuti a riposo su di un tavolo cosparso di farina di mais, hanno una durata di 3-4 giorni». I Bigoli sono un prodotto di tradizione contadina in uso fin dai tempi della Serenissima Repubblica di Venezia; infatti, sono un piatto tipico non solo del Padovano, ma in larga parte di tutto il Veneto. Pare che nel 1604 un pastaio di Padova “Abbondanza” ottenne dal Consiglio della città il permesso di tenere brevetto per un macchinario di sua invenzione, una sorta di torchio per trafilare la pasta, con cui riuscì a produrre diversi tipi di pasta lunga tra cui dei grossi spaghettoni con cui conquistò un gran numero di clienti. Questa pasta lunga dalla superficie ruvida fu poi battezzata “bigolo”. Ne consegue che l'attrezzo per ottenerli fu chiamato bigolaro.

## Secondi piatti

### Gallina Padovana
Forse più conosciuta come animale, che come piatto edibile, è la Gallina Padovana, tipica razza di pollo conosciuta in tutto il mondo fin dal 1600. La caratteristica che più la distingue è il famoso ciuffo, che presenta, a volte in modo molto vistoso, sulla fronte. Con la Gallina Padovana tutta la produzione avicola è base per la cucina locale. La cosiddetta "Corte Padovana" riconosciuta dal Ministero comprende dalla "sorella", la Gallina di Polverara, all'Oca Padovana (un tempo di penne grigie e per questo chiamata "Grigia di Padova", ora perlopiù bianca), all'Anatra (con cui si fa il ragù, utilizzato per i bigoli), alla Numida Meleagris, al Cappone, al Galletto Nano (Pepoa), alla Gallina Collo Nudo, per allargarsi ai Piccione Torresano di Torreglia o all'ancora poco diffuso Tacchino dei Colli Euganei. Da questa produzione avicola sono nati piatti tipici come l'Oca in onto e il Falso Parsuto, ovvero il prosciutto di petto d'oca. Altro animale allevato in tutte le campagne venete e diffusissimo nelle tavole padovane è il Coniglio, che è molto apprezzato per il suo arrosto; non dimentichiamo inoltre un altro piatto tipicamente padovano e in generale presente in Veneto e Lombardia: Polenta e osei. In Veneto è presente la versione salata, ovvero Polenta, Allodola (piccoli uccellini comuni in tutta la penisola italica e presenti di conseguenza anche nei boschi dei Colli Euganei e dei Colli Berici) e qualche volta anche Pancetta; a Bergamo invece è presente la variante dolce.
La cucina padovana si distingue per l'uso delle pregiate carni avicole ma anche cacciagione. Il celebre Risotto de figadini, preparato con fegati e durelli di pollo, con talvolta l'aggiunta dei cuori, specialità consumata alle grandi feste religiose nelle famiglie cittadine ma anche del vasto contado. Sempre alle feste è ancora d'uso preparare pollo o soprattutto la faraona con la Pevarada, salsa di origine medievale ricavata dalla cottura del pesto di fegati di pollo, spezie e aceto poi tutto pevarà ovvero pepato abbondantemente.

### Prodotti equini
I Veneti, che dalle origini hanno abitato Padova, sono sempre stati abili allevatori di cavalli e la tradizione del consumo delle carni equine permane come una delle più tipiche del territorio. Oltre ai prodotti meglio conosciuti, come ad esempio gli sfilacci di equino, sono presenti alcuni prodotti più tipici come la bresaola di cavallo, il salame di musso - che in dialetto vuol dire asino -, lo spezzatino, sia di cavallo che di asino, la Straecca o le bistecche e le costate di cavallo.

### Salumi
Mentre nei piatti di derivazione veneziana viene usato maggiormente il pesce, nei piatti della tradizione più tipicamente padovana sono le carni, non solo equine o della corte, a farla da padrone. I salumi infatti rappresentano una grande tradizione e bontà del padovano; tra di essi spiccano il Prosciutto Veneto Berico-Euganeo DOP, proveniente dalla Bassa Padovana e dalla Bassa Vicentina, e i prodotti "nostrani padovani" riconosciuti dal Ministero delle Politiche Agricole quali "tradizionali" come il salame, la sopressa, la luganega, il musetto e il coeghin - veneto per cotechino.

## Dolci

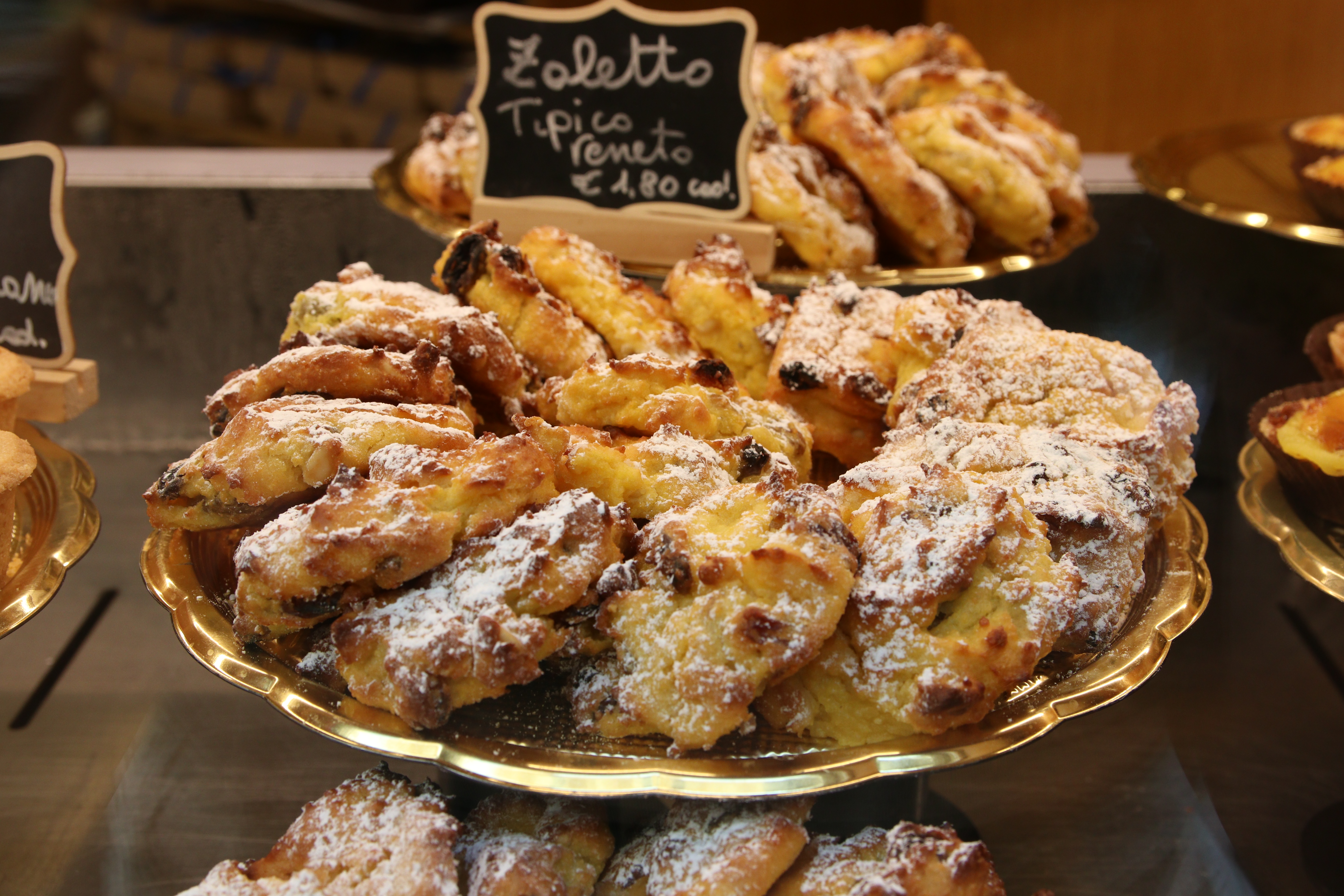
Zaéti in una vetrina di pasticceria

Molti sono i dolci a Padova; alcuni hanno origini padovane, altri sono di origine veneziana, altri sono prettamente di origine contadina - e quindi molto semplici -, molti legati alla festa di Sant'Antonio. Dalle mani dei pasticcieri padovani sono nate la torta pazientina e i "Pazientini", biscotti che non a caso ricordano le "Lingue di gatto" veneziane. Invece, dolci di origine totalmente veneziana, ma ampiamente diffusi anche nel padovano sono "Zaéti"(o Zaleti) e "Crostoli" o "Galani" - nome utilizzato in Veneto per indicare le chiacchiere -. I zaéti sono comuni un po' dovunque, nelle osterie, come nelle pasticcerie, presso fornai e ristoratori. Il crostolo invece si può assaggiare, come in tutta la Penisola, solo durante il carnevale e si trova, con la frittella tradizionale, di mele o di riso, un po' in tutte le pasticcerie. Tipico del padovano è invece lo zaléto con le giuggiole.
Pazientina: è un dolce prelibato e raffinatissimo, probabilmente una delle più complesse preparazioni dolciarie antiche. Si distingue per l'accuratezza della preparazione e per il gusto delicato ma deciso: secondo la tradizione sarebbe nata nel XVII secolo a Padova, forse all'interno di mura monastiche. La lunga preparazione sembra stare all'origine del nome.. Il dolce è preparato a strati con pasta bresciana e con la polenta di Cittadella (una sorta di pan di Spagna padovano) legati da zabaione, granelle e sottili scaglie di cioccolata. È possibile degustarlo presso le pasticcerie padovane presso piazza del Duomo, o piazza della Frutta. Fuori città è facile imbattersi in imitazioni o versioni non rispettose dell'antica preparazione.
Molto più semplici e poveri sono i dolci rustici e contadini. Alcuni esempi sono:
Fugassa padovana (focaccia). Dolce tipico di cucina casalinga prodotto con lievito, farina, latte, uova, zucchero, burro, buccia di limone e sale. Gli ingredienti vengono amalgamati, lasciati a riposo e cotti in forno. Originariamente veniva preparata in ogni occasione di festività, da quelle religiose a quelle private, oggigiorno invece viene consumata quasi esclusivamente a Pasqua.
Torta sgriesolona o rosegòta o sbrisolona. Dolce da forno di forma rotonda, alto circa 1 cm, particolarmente duro e nel contempo friabile, prodotto con farina gries, mandorle sgusciate e tritate, burro, rosso di uovo, zucchero, ricoperto con un foglio di pasta di mandorle scottata alla fiamma. Gli ingredienti, vengono amalgamati, posti in contenitori di forma rotonda e cotti al forno. Il dolce viene lasciato a riposo per un giorno e successivamente confezionato; ha durata molto lunga. Si tratta di un dolce di tradizione mantovana, ma presente anche in Veneto, che veniva e viene usato spezzandolo con le mani e mangiandolo senza l'uso di posate.
Torta figassa - torta di fichi. Dolce da forno di forma rotonda, prodotto con farina gialla di mais, rossi di uovo, fichi secchi macerati in grappa, burro, zucchero, farina 00, sale. I rossi d'uovo vengono impastati con lo zucchero e il burro, amalgamati con farina di grano tenero e farina di mais e con l'aggiunta finale di fichi secchi macerati nella grappa e tagliati a pezzetti; il composto viene inserito in apposite forme, cotto, lasciato raffreddare e confezionato, senza bisogno di particolari metodi di conservazione. Si tratta di un dolce di tradizione contadina, elaborato con ingredienti poveri, che si presume risalga al periodo successivo alla prima guerra mondiale.
Smegiassa. Dolce originario delle campagne di Chioggia prodotto con farina di mais, farina di grano, acqua di cottura del musetto, zucchero, miele, uva passita, fichi secchi, buccia di arancia, grappa, zucca arrostita in forno; nella pianura padovana sud-orientale in luogo dell'acqua di cottura del musetto vengono utilizzati i ciccioli di maiale; nella realizzazione attuale l'acqua di cottura del musetto o i ciccioli di maiale vengono sostituiti, in talune zone, con mele. Gli ingredienti vengono amalgamati e cotti in forno. Nella tradizione cittadina al posto dei ciccioli veniva utilizzato lo strutto, mentre le attuali produzioni di pasticceria hanno eliminato anche questo in favore del burro.

### I dolci del Santo
Da tempo immemore era, ed è ancora oggi, uso che i frati della Basilica di Sant'Antonio offrissero ai poveri della città ed ai viandanti un pane che nel corso degli anni si è trasformato, a cura di maestri pasticcieri della zona, in dolci particolarmente apprezzati. Qui di seguito le ricette dei dolci più famosi.
Pan del Santo. Dolce da forno prodotto con farina di grano tenero tipo 00, uova, zucchero, mandorle, gocce di cioccolato, granella di amaretto. La forma tradizionale e caratteristica è quella di "ciambella".
Dolce del Santo, Dolce Santantonio. Dolce da forno farcito con marmellata di albicocche, buccia d'arancio candita, pan di Spagna, marzapane di mandorle o granella di amaretti, il tutto avvolto in pasta sfoglia; la sua forma particolare ricorda l'aureola posta sul capo di Sant'Antonio; è prodotto in formati da 70 gr (mignon), 400 gr e 700 g I prodotti vengono amalgamati, disposti a mano in vari strati con procedure codificate e particolare cura, cotti in forno, lasciati riposare per un giorno e confezionati; la durata è di tre mesi senza particolari condizioni di conservazione.
Amarettoni di Sant'Antonio. Dolce da forno, tagliato a biscotto, composto da mandorle armelline, mandorle sgusciate e tritate, zucchero, canditi di arancia, albume di uovo. L'albume dell'uovo viene montato a neve, vengono inseriti i canditi e le mandorle sgusciate, quindi lo zucchero, all'impasto viene data la forma di un grosso biscotto, viene cotto e fatto riposare per un giorno su teglie da forno; non necessita di stagionatura e per sua natura si presta alla lunga conservazione. La ricetta è tratta dal "Dolce del Santo", del quale contengono gli stessi ingredienti. Gli amarettoni vengono prodotti a partire dal 1960 circa.
Merletti Santantonio. Pasticcino con uova, farina, burro, mandorle affettate e marsala. Gli ingredienti vengono amalgamati, all'impasto viene data forma di pasticcino, ricoperto con mandorle affettate e cotto al forno.